# Selección femenina de fútbol de Paraguay

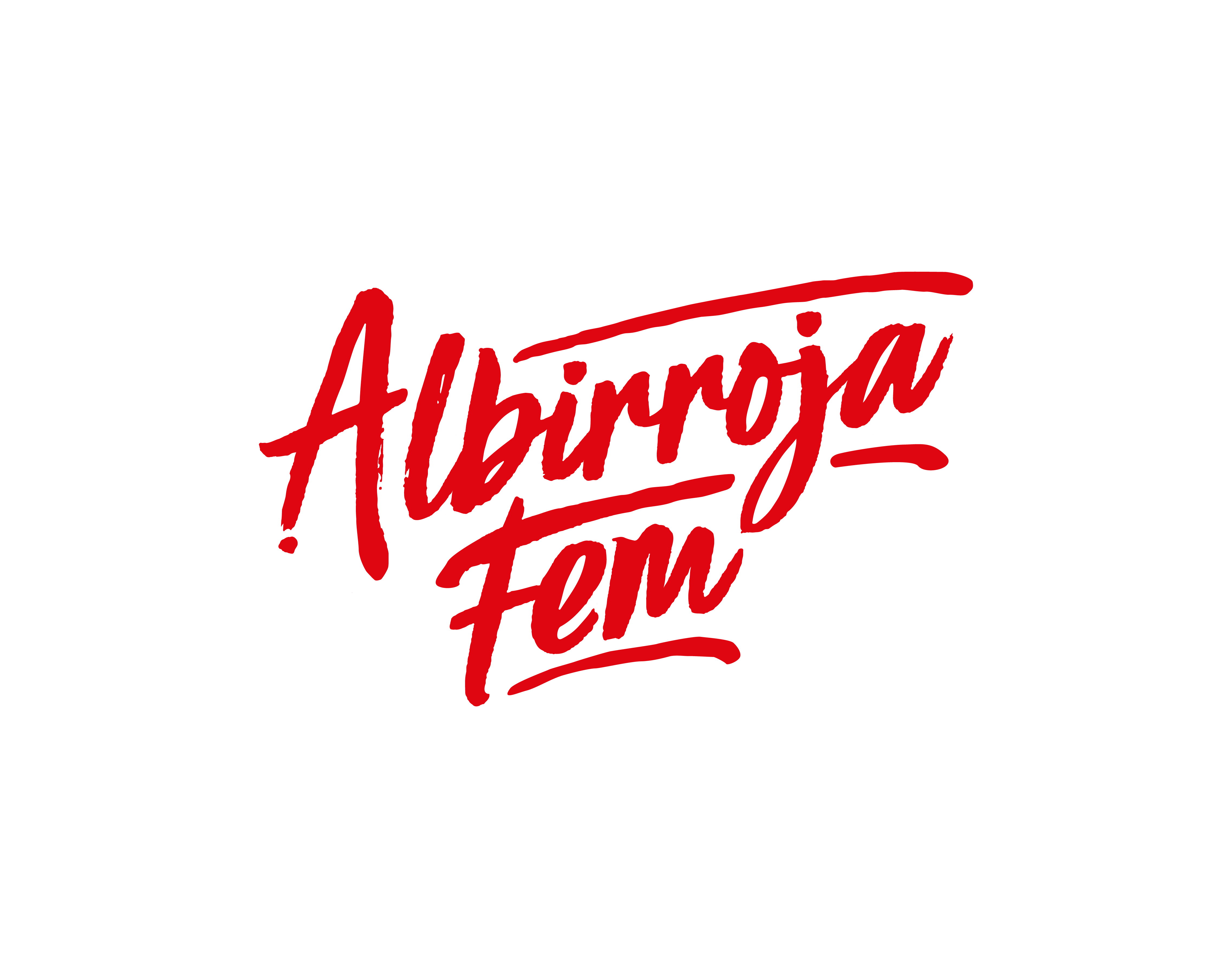
Logo de la selección femenina paraguaya.

La selección femenina de fútbol de Paraguay es el equipo representativo del país en las competiciones oficiales de fútbol femenino. Su organización está a cargo de la Asociación Paraguaya de Fútbol, la cual es miembro de la Conmebol.
La Albilady o La albirroja femenina, como es conocida normalmente, debido a los colores de la bandera impregnadas en la camiseta, hasta el momento no ha podido clasificarse a la Copa Mundial Femenina de Fútbol.
Participó de la Copa América Femenina en 7 ediciones, su mejor resultado fue el cuarto lugar en las ediciones de 2006 realizada en Argentina y en el 2022 en Colombia.
Actualmente, se encuentra en el puesto 49 de la clasificación de la FIFA. Su mejor puesto fue en el 2020, donde alcanzó el puesto 47.

## Historia
La historia de la Albirroja Femenina comienza en el 1 de marzo de 1998, con una victoria 3 a 2 sobre Uruguay por el Campeonato Sudamericano Femenino del mismo año.
Cuenta con 8 participaciones en la Copa América Femenina, desde el primero jugado en 1998 hasta el último Colombia 2022. Su mejor resultado fue el cuarto puesto obtenido en las ediciones 2006 en Argentina y 2022 en Colombia.
En lo que respecta a la selección nacional, Paraguay participó en varios sudamericanos, a nivel de mayores y juveniles.
El resultado más abultado de la Selección Femenina fue una victoria ante Bolivia por 10 a 2, el 18 de octubre de 2014 en Cuenca, Ecuador.
Desde 1998, la Selección Femenina disputó 43 partidos con 18 victorias, 6 empates y 19 derrotas. En el 2022 disputó 4 partidos con 2 victorias y 2 empates, con 5 goles a favor y 2 en contra.
Mientras que a nivel Sub-20 ha logrado un hecho histórico al clasificar a Copa Mundial Femenina de Fútbol Sub-20 de Canadá de 2013, eliminando a Argentina, Colombia, Chile entre otras; mientras que en la categoría Sub-17 se ha clasificado a la Copa Mundial Femenina de Fútbol Sub-17 de Nueva Zelanda en 2008 y para el de Costa Rica en 2014.

### Copa América Femenina 2014
Nuevamente organizado por Ecuador, Brasil, Argentina, Chile y Bolivia fueron los rivales de Paraguay en la Copa América Femenina 2014. De hecho, Las Guaraníes tuvieron un torneo bastante desafortunado. Después de tomar una sorprendente ventaja contra los brasileños, perdieron 4-1 en su primer partido. A esto le siguió otra derrota, esta vez de Argentina, por marcador de 1-0. Pero, sorprendentemente, una victoria por 10-2 sobre Bolivia y una remontada por 3-2 sobre Chile habían puesto a Paraguay en una posición en la que todo lo que necesitaban era que Argentina perdiera ante Brasil y su pase a la segunda ronda estuviera asegurado con tres goles. Sin embargo, decepcionantemente, Argentina triunfó 2-0 sobre Brasil y avanzaría en su lugar, poniendo fin a las esperanzas de Paraguay de llegar a la Copa Mundial Femenina de Fútbol de 2015 y Juegos Olímpicos de Verano de 2016.

### Copa América Femenina 2018
Paraguay decidió postularse para la edición 2018, pero perdió el proceso de licitación ante Chile. También hubo más optimismo debido a que numerosos equipos juveniles de Paraguay participaron en los Mundiales femeninos U20 y U17 entre 2014 y 2018. Con el objetivo de disputar su primer gran torneo, Paraguay fue tercer favorito y quedó incluido en el grupo A, donde se enfrentó a Chile, Colombia, Uruguay y Perú. En este grupo igualado, La Albirroja jugó contra el anfitrión Chile y ganó un punto muy reñido después de un empate 1-1. Paraguay se adelantó a los ocho minutos del segundo tiempo mediante Gloria Villamayor. Pero nueve minutos después, las chilenas empataron para terminar el partido empatado. Su segundo partido con las peruanas le dio a Paraguay su primera victoria del torneo, ganando 3-0. Perú las frustró durante 70 minutos, pero anotaron tres goles en los últimos 20 para asegurar la victoria. A continuación, Las Guaraníes jugaron contra Colombia, donde un triplete de Catalina Usme le propinó a Paraguay una derrota dañina por 5-1. Eso resultaría costoso ya que sus principales rivales en el grupo, Chile, habían empatado contra las colombianas anteriormente en el torneo para darles una ventaja sobre las paraguayas. Después de perderse la jornada anterior, Paraguay superó un déficit de 1 gol para derrotar a Uruguay 2-1, con un gol en el minuto noventa mediante una volea de Amada Peralta. Sin embargo, sus escasas esperanzas de progresar fueron aplastadas cuando Chile venció a Perú 5-0 para avanzar sobre las paraguayas. A pesar de la decepción, su actuación fue suficiente para asegurar un lugar en los Juegos Panamericanos 2019. Su segunda aparición en el evento.
Carlos Bona fue nombrado como nuevo técnico de la Selección Femenina Paraguaya el 3 de julio del 2023.

## Estadísticas

### Copa Mundial Femenina de Fútbol
| Edición | Resultado               | Posición                | PJ                      | PG                      | PE                      | PP                      | GF                      | GC                      |
| ------- | ----------------------- | ----------------------- | ----------------------- | ----------------------- | ----------------------- | ----------------------- | ----------------------- | ----------------------- |
| 1991    | No existía la selección | No existía la selección | No existía la selección | No existía la selección | No existía la selección | No existía la selección | No existía la selección | No existía la selección |
| 1995    | No existía la selección | No existía la selección | No existía la selección | No existía la selección | No existía la selección | No existía la selección | No existía la selección | No existía la selección |
| 1999    | No clasificó            | No clasificó            | No clasificó            | No clasificó            | No clasificó            | No clasificó            | No clasificó            | No clasificó            |
| 2003    | No clasificó            | No clasificó            | No clasificó            | No clasificó            | No clasificó            | No clasificó            | No clasificó            | No clasificó            |
| 2007    | No clasificó            | No clasificó            | No clasificó            | No clasificó            | No clasificó            | No clasificó            | No clasificó            | No clasificó            |
| 2011    | No clasificó            | No clasificó            | No clasificó            | No clasificó            | No clasificó            | No clasificó            | No clasificó            | No clasificó            |
| 2015    | No clasificó            | No clasificó            | No clasificó            | No clasificó            | No clasificó            | No clasificó            | No clasificó            | No clasificó            |
| 2019    | No clasificó            | No clasificó            | No clasificó            | No clasificó            | No clasificó            | No clasificó            | No clasificó            | No clasificó            |
| 2023    | No clasificó            | No clasificó            | No clasificó            | No clasificó            | No clasificó            | No clasificó            | No clasificó            | No clasificó            |
| 2027    | Por definir             | Por definir             | Por definir             | Por definir             | Por definir             | Por definir             | Por definir             | Por definir             |
| Total   | 0/9                     | -                       | -                       | -                       | -                       | -                       | -                       | -                       |

### Copa América Femenina
| Edición | Resultado               | Posición                | PJ                      | PG                      | PE                      | PP                      | GF                      | GC                      |
| ------- | ----------------------- | ----------------------- | ----------------------- | ----------------------- | ----------------------- | ----------------------- | ----------------------- | ----------------------- |
| 1991    | No existía la selección | No existía la selección | No existía la selección | No existía la selección | No existía la selección | No existía la selección | No existía la selección | No existía la selección |
| 1995    | No existía la selección | No existía la selección | No existía la selección | No existía la selección | No existía la selección | No existía la selección | No existía la selección | No existía la selección |
| 1998    | Fase de grupos          | 5.º                     | 4                       | 2                       | 0                       | 2                       | 6                       | 10                      |
| 2003    | Fase de grupos          | 7.º                     | 2                       | 1                       | 0                       | 1                       | 3                       | 4                       |
| 2006    | Cuarto lugar            | 4.º                     | 7                       | 3                       | 1                       | 3                       | 13                      | 16                      |
| 2010    | Fase de grupos          | 6.º                     | 4                       | 2                       | 0                       | 2                       | 8                       | 6                       |
| 2014    | Fase de grupos          | 5.º                     | 4                       | 2                       | 0                       | 2                       | 14                      | 9                       |
| 2018    | Fase de grupos          | 5.º                     | 4                       | 2                       | 1                       | 1                       | 7                       | 7                       |
| 2022    | Cuarto lugar            | 4.º                     | 6                       | 3                       | 0                       | 3                       | 10                      | 12                      |
| 2025    | Quinto lugar            | 5.º                     | 5                       | 3                       | 0                       | 2                       | 9                       | 9                       |
| Total   | 8/10                    | 5.º                     | 36                      | 18                      | 2                       | 16                      | 70                      | 73                      |

### Copa Oro Femenina de la Concacaf
| Edición | Resultado        | Posición | PJ | PG | PE | PP | GF | GC |
| ------- | ---------------- | -------- | -- | -- | -- | -- | -- | -- |
| 2024    | Cuartos de final | 6.º      | 4  | 2  | 0  | 2  | 6  | 9  |
| Total   | 1/1              | 6.º      | 4  | 2  | 0  | 2  | 6  | 9  |

### Juegos Panamericanos
| Edición | Resultado      | Posición     | PJ           | PG           | PE           | PP           | GF           | GC           |
| ------- | -------------- | ------------ | ------------ | ------------ | ------------ | ------------ | ------------ | ------------ |
| 1999    | No clasificó   | No clasificó | No clasificó | No clasificó | No clasificó | No clasificó | No clasificó | No clasificó |
| 2003    | No clasificó   | No clasificó | No clasificó | No clasificó | No clasificó | No clasificó | No clasificó | No clasificó |
| 2007    | Fase de grupos | 10.º         | 4            | 0            | 1            | 3            | 4            | 18           |
| 2011    | No clasificó   | No clasificó | No clasificó | No clasificó | No clasificó | No clasificó | No clasificó | No clasificó |
| 2015    | No clasificó   | No clasificó | No clasificó | No clasificó | No clasificó | No clasificó | No clasificó | No clasificó |
| 2019    | Cuarto lugar   | 4.º          | 5            | 2            | 1            | 2            | 5            | 6            |
| 2023    | Fase de grupos | 5.º          | 4            | 2            | 0            | 2            | 14           | 6            |
| 2027    | Clasificada    | Clasificada  | Clasificada  | Clasificada  | Clasificada  | Clasificada  | Clasificada  | Clasificada  |
| Total   | 4/8            | 8.º          | 13           | 4            | 2            | 7            | 23           | 30           |

## Últimos partidos y próximos encuentros
Actualizado al último partido jugado el 15 de julio de 2024
| Fecha      | Ciudad      | Local        | Resultado | Visitante   | Competición                   |
| ---------- | ----------- | ------------ | --------- | ----------- | ----------------------------- |
| 03-12-2023 | Asunción    | Paraguay     | 1:1       | Rusia       | Partido amistoso              |
| 16-02-2024 | Penonomé    | Panamá       | 2:0       | Paraguay    | Partido amistoso              |
| 22-02-2024 | Houston     | Costa Rica   | 0:1       | Paraguay    | Copa Oro Femenina 2024        |
| 25-02-2024 | Houston     | Paraguay     | 0:4       | Canadá      | Copa Oro Femenina 2024        |
| 28-02-2024 | Houston     | Paraguay     | 3:2       | El Salvador | Copa Oro Femenina 2024        |
| 03-03-2024 | Los Ángeles | México       | 3:2       | Paraguay    | Copa Oro Femenina 2024        |
| 04-04-2024 | Palamós     | FC Barcelona | 7:0       | Paraguay    | Partido amistoso              |
| 06-04-2024 | Palamós     | Cataluña     | 5:1       | Paraguay    | Partido amistoso (no oficial) |
| 12-07-2024 | Ypané       | Paraguay     | 1:4       | Chile       | Partido amistoso              |
| 15-07-2024 | Ypané       | Paraguay     | 0:5       | Chile       | Partido amistoso              |

## Última convocatoria
- 23 jugadoras convocadas para los partidos de la Copa Oro Femenina.[5]
- Datos actualizados al 21 de febrero de 2024.

| N.º | Nombre           | Posición      | Edad    | PJ | Goles | Club                 |
| --- | ---------------- | ------------- | ------- | -- | ----- | -------------------- |
| 1   | Cristina Recalde | Portera       | 31 años | 15 | 0     | Unión Viera          |
| 12  | Alicia Bobadilla | Portera       | 31 años | 12 | 0     | Racing Club          |
| 22  | Gloria Saleb     | Portera       | 34 años | 4  | 0     | Club Olimpia         |
| 2   | Limpia Fretes    | Defensa       | 25 años | 24 | 0     | Cruzeiro             |
| 3   | Camila Barbosa   | Defensa       | 23 años | 3  | 1     | Club Olimpia         |
| 4   | Daysy Bareiro    | Defensa       | 24 años | 14 | 0     | Unión Viera          |
| 5   | Hilda Riveros    | Defensa       | 38 años | 21 | 1     | Kindermann           |
| 14  | Tania Riso       | Defensa       | 31 años | 20 | 0     | Racing Seixal        |
| 17  | Deisy Ojeda      | Defensa       | 25 años | 11 | 0     | Querétaro            |
| 18  | Liz Barreto      | Defensa       | 24 años | 0  | 0     | Libertad             |
| 20  | Paola Genes      | Defensa       | 34 años | 3  | 0     | Club Olimpia         |
| 21  | Fiorela Martínez | Defensa       | 22 años | 3  | 0     | Extremadura          |
| 6   | Dulce Quintana   | Mediocampista | 36 años | 21 | 4     | Racing Seixal        |
| 8   | Rosa Miño        | Mediocampista | 26 años | 15 | 0     | Palmeiras            |
| 13  | Dahiana Bogarín  | Mediocampista | 24 años | 5  | 0     | Colo-Colo            |
| 15  | Fanny Godoy      | Mediocampista | 27 años | 27 | 0     | Unión Viera          |
| 7   | Griselda Garay   | Delantera     | 27 años | 2  | 0     | Club Olimpia         |
| 9   | Lice Chamorro    | Delantera     | 26 años | 21 | 4     | Espanyol             |
| 10  | Jessica Martínez | Delantera     | 26 años | 27 | 23    | Levante Las Planas   |
| 11  | Liz Peña         | Delantera     | 29 años | 7  | 1     | Club Olimpia         |
| 16  | Ramona Martínez  | Delantera     | 29 años | 18 | 2     | Kindermann           |
| 19  | Rebeca Fernández | Delantera     | 33 años | 19 | 9     | Universidad de Chile |
| 23  | Fátima Acosta    | Delantera     | 20 años | 3  | 0     | São Paulo            |
| DT  | Carlos Bona      | Entrenador    | 59 años | 2  |       |                      |

### Máximas goleadoras

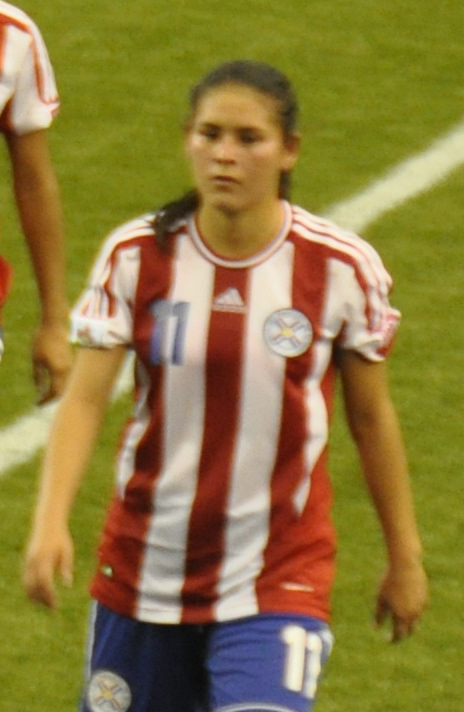
Jessica Martínez es la máxima goleadora de la selección.

Actualizado al 28 de febrero de 2024.
| N. | Jugadora         | Goles |
| -- | ---------------- | ----- |
| 1  | Jessica Martínez | 23    |
| 2  | Rebeca Fernández | 9     |
| 3  | Dulce Quintana   | 8     |
| 4  | Lice Chamorro    | 4     |

## Uniformes

### Uniformes titulares
| 2002-2004 | 2004-2005 | 2005-2006 | 2007 | 2008-2009 | 2010-2011 |

| 2011-2015 | 2015-2018 | 2018-2020 | 2020-2022 | 2022-2024. |

### Uniformes alternativos
| 2007 | 2008-2009 | 2010-2011 | 2011-2015 | 2015-2018 | 2018-2020 | 2020-2024 |